# Гославский, Маврикий
Маври́кий Гославский (1802—1834) — русский и польский переводчик и поэт романтического направления.

## Биография
Маврикий Гославский родился  5 октября 1802 года в местечке Франполь (ныне Косогорка) в семье бедного арендатора в Подольской губернии. В 1812-1816 годах учился в уездной школе в Каменец-Подольском. В 1819 году он поступил в Кременецкий лицей и стал членом студенческого общества, к которому принадлежали К. Сенкевич, Ян Янушевич, Сероцинский, А. Добровольский, А. Андржеёвский и другие.
Романтизм, которым увлекался М. Гославский, заставил его обратиться к украинской поэзии и истории. В его сознании польское и украинское составляли две стороны одного неразрывного целого. Он прислушивался к песням народных лирников, которые во множестве бродили ещё тогда на Украйне и заходили в Кременец. Примерно в это же время зародилась и несчастная любовь Гославского к Мелании М., придавшая его поэзии своеобразный индивидуальный оттенок.
Произведения, написанные Гославским за это время, могут быть разделены на 3 группы:
Первая — стихотворения, представляющие переработку народных мотивов. Сюда относятся: поэма «Podole», в которой поэт воспевает красоты Подолии, описывает свадебные обряды крестьян, повествует об истории Подольской земли, набегах татар; поэмы «Duma о Neczaju» и «Leszek» и отрывок повести «Zygmunt Kordysz» или «Oblężenie Niemirowa»;
Вo второй группе находятся стихотворения, написанные по разным случайным поводам («Ubileusz», «Zyczenia», «Do portretu ks. Jòsefa Poniatowskiego») и переводы из Шиллера;
В третьей группе — юмористические произведения (в частности — стихотворения, осмеивающие псевдоклассическую критику).
Переехав в Варшаву, Гославский перевел трагедию В. А. Озерова «Фингал и Поликсена» и написал поэму «Bondarówna».
Неприятное столкновение с генералом графом Красицким вынудило Маврикия Гославского покинуть Варшаву; он поступает на службу в русскую императорскую армию и участвует в Русско-турецкой войне, служа в канцелярии генерала И. И. Дибича. Сохранился дневник Гославского, составленный в форме писем к возлюбленной, где описаны события тех лет.
Во время польского восстания 1831 года Гославский перебежал в польский лагерь и оставался в крепости Замостье вплоть до её капитуляции, а потом отправился во Францию.
В 1833 году он вернулся в Галицию и некоторое время руководил любительским театром в Конопковке.
Осенью 1834 года Маврикий Гославский был арестован австрийской жандармерией и вскоре, 17 ноября 1834 года, умер в тюрьме[какой?] от тифа.
В родной Подолии Гославский в своё время имел значительный успех; его провинциальный «застенковый» патриотизм и даже сепаратизм выливался в трогательных лирических песенках и думках, которые находили отзвук в душе каждого подолянина. Оссобенно известны «Gdyby orłem był», «Niemam swego nie na swiecie» и «Już podolskich dumek echem». Полное собрание сочинений Гославского впервые было издано в Лейпциге (1864), с предисловием Л. Зенковича.